# Мілодон
Мілодо́н (Mylodon) — рід вимерлих наземних лінивців, що належать до родини неповнозубих (Mylodontidae), відомий з Пампас і Патагонії Чилі та Аргентини, Південна Америка. При загальній довжині від 3 до 4 м, це один з найвідоміших і найбільших представників групи. Найдавніші знахідки, ймовірно, датуються нижнім плейстоценом, проте більшість викопних решток мілодона датуються верхнім плейстоценом. Однією з найважливіших стоянок цієї фази є Куева-дель-Мілодон на півдні Чилі. Незабаром після цього, близько 10 200 р. до н.е., мілодон вимер. У цей час він співіснував з першими людьми-колоністами в Америці.
У випадку з мілодоном відомі не лише кістки та зуби, але й різні м'які тканини, в тому числі шкіра та волосся, що збереглися. Раціон мілодона відомий дуже детально завдяки скам'янілим послідам. Його череп сильно витягнутий і, порівняно з іншими великими мілодонтидами, вужчий, з повністю закритою носовою дугою. Інші відмінні риси стосуються будови його зубів.
Густу довгу шерсть можна інтерпретувати як адаптацію до життя в холодних кліматичних умовах, які переважали на півдні Південної Америки під час останнього льодовикового періоду. Його дієта, базована переважно на травах, також відповідає місцевим умовам у цьому регіоні. Широке розповсюдження мілодона в Пампасах і деякі особливості черепа свідчать про те, що ці тварини мали набагато ширший екологічний ареал і могли витримувати тепліші температурні умови та, можливо, змішану рослинну дієту.

## Опис

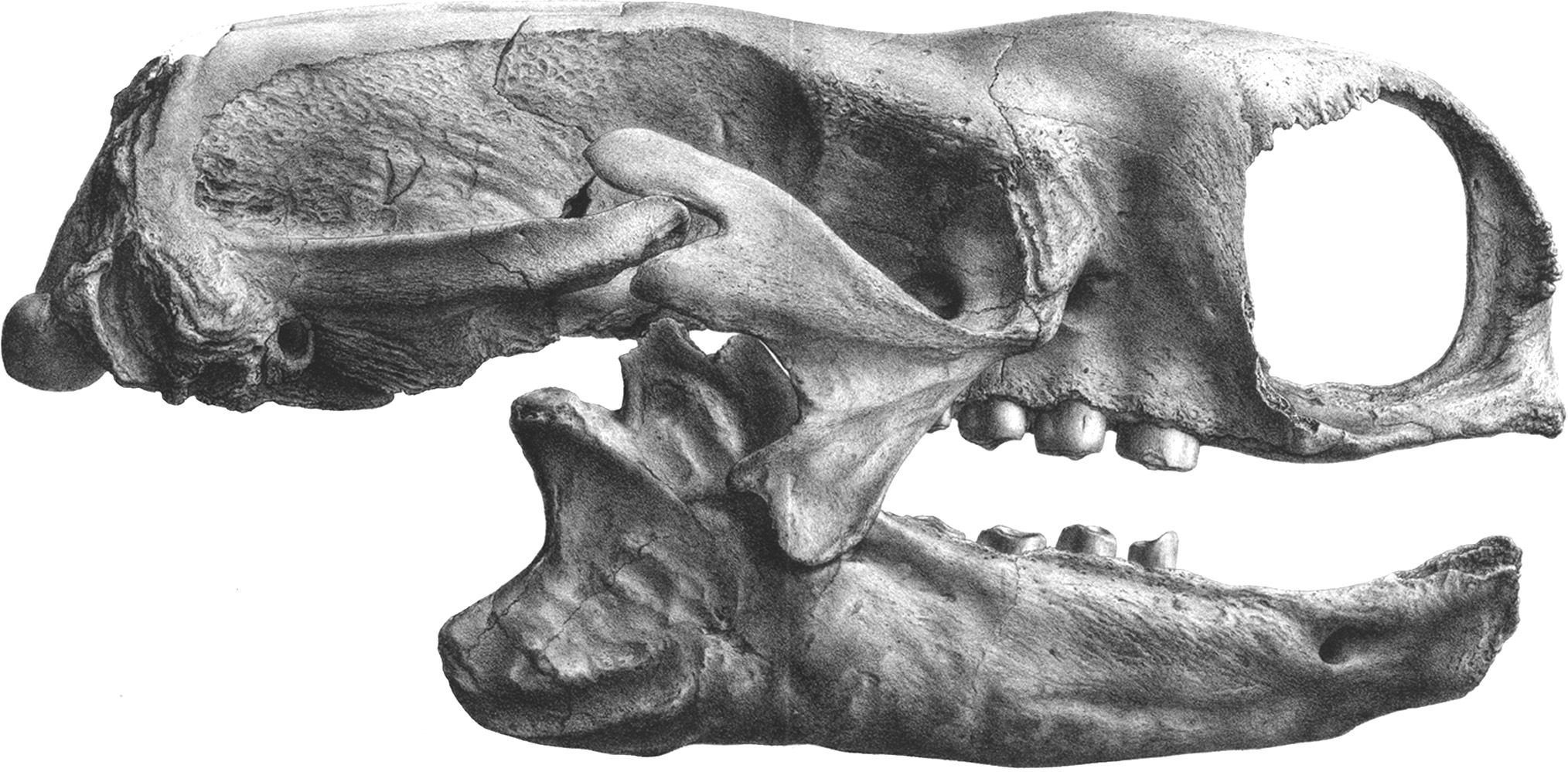
Літографія черепа мілодона

Мілодон був крупним представником ряду мілодонтові (Mylodontidae). Його загальна довжина оцінювалася приблизно в 3—4 м. Спираючись на розмір черепа, можна припустити, що його вага становила від 1 до 2 тонн, з приблизною оцінкою в 1,65 тонни. Тож мілодон був приблизно такого ж розміру, як і споріднені йому глоссотериум або парамілодон, але значно меншим за гігантського лестодона. За статурою він багато в чому відповідав іншим великим наземним лінивцям.